# Shattiwaza
Shattiwaza, ook wel Šattiwaza gespeld, was een koning van het Hurritische koninkrijk van Mitanni in de 14e eeuw v.Chr. Shattiwaza was de zoon van koning Tushratta. Zijn Hurrische naam was Kili-Teshup. In de politieke beroering na de dood van zijn voorganger probeerde de usurpator Shuttarna III Shattiwaza te vermoorden. Shattiwaza slaagde erin te vluchten en zocht onderdak bij de Hettitische koning Suppiluliuma I. Hij trouwde met de dochter van Suppiluliuma I en keerde terug naar Mitanni met een Hettitisch leger. Shuttarna III, die in de tussentijd de troon gestolen had, werd verslagen en Shattiwaza werd uitgeroepen tot de koning van Mitanni. De historische gebeurtenissen zijn beschreven in het verdrag tussen Suppiluliuma I en Shattiwaza.